# Jérôme Monod
Pour les articles homonymes, voir Monod.
Jérôme Monod, né le 7 septembre 1930 à Paris 7e et mort le 18 août 2016 à Lourmarin, est un haut fonctionnaire, industriel et homme politique français.
En politique, il est connu pour son rôle auprès de Jacques Chirac. Il a notamment été secrétaire général du Rassemblement pour la République (RPR) de 1976 et 1978 et conseiller de Jacques Chirac à partir de 2000. Dans le monde des affaires, il a été le PDG de la Lyonnaise des eaux de 1980 à 1997.

## Biographie

### Origines et formation
Issu d’une grande famille protestante du pays de Gex qui, sous Louis XV, préfère l’exil à l’abjuration avant de revenir s’installer en France à la Révolution, Jérôme Monod fait partie des 1 200 descendants de Jean Monod (1765-1836) : une famille dont de nombreux membres ont acquis une certaine notoriété dans des domaines aussi divers que la médecine, les arts, l’université, la banque ou la religion.
Petit-fils de banquier et de pasteur, fils de chirurgien, Jérôme Monod est le cousin du réalisateur Jean-Luc Godard, du biologiste Jacques Monod, de la journaliste Clara Dupont-Monod et du naturaliste Théodore Monod. Il a épousé en 1964 Françoise Gallot, catholique, petite-fille d’Henri Queuille, ancien élu radical de Corrèze et plusieurs fois président du Conseil sous la IVe République. Il est le père de Fabrice Monod, journaliste et fondateur d'Initiés-tv.
Il fait ses études à l'École alsacienne, puis est admis en khâgne au lycée Henri-IV. Il poursuit ses études à l'Institut d'études politiques de Paris, dont il est diplômé en 1952 (section Service public). Il devient boursier Fullbright et part étudier un an à l'université Wesleyenne (Middletown).
De retour des États-Unis, il est admis en 1955 à l'École nationale d'administration (promotion « France-Afrique »), dont il sort en 1957 auditeur à la Cour des comptes. Il est alors « rappelé » pour être envoyé en Algérie.

### Carrière

#### L’aménagement du territoire
En janvier 1959, à 28 ans, il entre au cabinet du Premier ministre Michel Debré. Il y reste jusqu'en avril 1962, année où il devient conseiller technique et adjoint au directeur de cabinet de Maurice Schumann, ministre chargé de l'aménagement du territoire, jusqu'à la démission de ce dernier en mai. Il rejoint alors son corps d'origine, la Cour des Comptes, pour quelques mois.
En 1963, Jérôme Monod rejoint Olivier Guichard à la délégation de l’aménagement du territoire (DATAR) créée cette même année, et lui succède comme délégué adjoint en 1966, quand ce dernier est nommé ministre. Il apprécie chez son mentor les convictions gaullistes ainsi qu’une vision du monde profondément libérale centrée sur le « facteur humain ». Il met en œuvre la stratégie de Guichard qui passe par la décentralisation industrielle en province. Il installe aussi des instruments et des infrastructures en vue de la reconversion des bassins houillers et de la création d’emplois de remplacement issus des industries nouvelles. Il négocie par ailleurs l’implantation de Ford à Bordeaux. Il devient délégué à la DATAR en 1968, où il restera jusqu'en 1975. À ce poste, il travaille notamment avec Jacques Durand, directeur des études de la DATAR.
Jérôme Monod rachète à la famille Fournier (pour le compte de l’État) l’île de Porquerolles, menacée d’urbanisation, ceci pour un montant de 30 millions de francs. Puis il fait l’acquisition (toujours pour le compte de l'État) d’une partie de l’étang de Vaccarès afin de faciliter la création du parc naturel régional de Camargue. En 1975, il préside à la création du Conservatoire du littoral installé à Rochefort.
Il est à l’initiative de la création du CIASI (Comité interministériel d’aménagement des structures industrielles) chargé, en 1975, de sauver les entreprises industrielles qui battent de l’aile ou d’organiser leur fermeture en évitant les drames régionaux sur le plan de l’emploi. La doctrine Monod énonçait que, si l'on voulait contenir les conflits locaux, il fallait que l'État ait une politique et des outils d'intervention. Aussi, lorsqu'une affaire risquait de déraper, le pouvoir politique pouvait s'en emparer et exercer sa fonction d'arbitre ou, plus souvent, d'État-providence.
Avec Michel Pébereau, il forme alors un tandem efficace et traite par exemple, en 1975, le cas des usines Garnier, fabricant de matériel agricole en Bretagne.
En tant que responsable d'entreprise, il est président du Centre français du Commerce extérieur (1980-1983).

#### La politique
Depuis les années 1970, Jérôme Monod est un des amis politiques les plus écoutés de Jacques Chirac (dont il est directeur de cabinet à Matignon en 1975) et l'un des artisans de la fondation du RPR ; en 1976, il devient ainsi, sur les instances de Marie-France Garaud et Pierre Juillet, le premier secrétaire général du RPR. Le parti de droite unifié remporte alors toutes les élections (cantonales, municipales, législatives…) jusqu’en 1978, date à laquelle il quitte la politique pour rejoindre, un an plus tard, le monde de l’entreprise.
Il redevient un des plus proches conseillers politiques de Jacques Chirac en 2000, pour préparer à la fois l'élection présidentielle de 2002 et la création de l'Union pour un mouvement populaire (UMP). Chirac élu président de la République, Monod, conseiller du Président, dispose d'un bureau à l'Élysée, dans le salon d'Argent. Véritable « éminence grise » du président, avec Alain Juppé (qui devient président de l'UMP), il participe de près aux tractations internes à cette formation, y compris dans la préparation des élections régionales de 2004 (il aurait notamment proposé des postes sur les listes des élections européennes de 2004 aux anciens ministres comme Roselyne Bachelot, Noëlle Lenoir ou Luc Ferry).
Proche de Chirac, ses relations avec Nicolas Sarkozy ne sont notoirement pas des meilleures. Mais en janvier 2007, il annonce son soutien au candidat de l'UMP à la présidentielle.
En 2001, il est candidat à l'élection municipale de Lourmarin, où il possède le domaine viticole du château Fontvert.

#### L'entreprise
Agacé par l'influence de Garaud et Juillet, Jérôme Monod s’écarte des institutions du RPR en 1978. Il rejoint le monde de l’entreprise et entre à la Lyonnaise des Eaux en octobre 1979 pour succéder à Pierre Chaussade, ancien préfet et président depuis 1970. Il en devient président-directeur général en 1980.
En juin 1985, il poursuit l'internationalisation de la Lyonnaise des Eaux avec un premier contrat de concession d'eau potable remporté à Macao. En 1987, en partenariat avec le groupe New World de Hong Kong, il signe les premiers contrats en Chine, comme celui de la construction d’usines Degrémont de traitement de l'eau potable dans le Guandong.
Il élargit encore le champ des ambitions du groupe à l'Asie-Pacifique en 1990. À cette date, l'acquisition de Dumez accélère le développement hors de France, grâce aux réseaux et à la culture du groupe de BTP mais plus tard la fusion avec les activités de construction laisse aussi plusieurs milliards de francs de pertes dans les comptes de la Lyonnaise des Eaux.
En 1996, il préside au rapprochement du groupe avec l’ancienne Compagnie financière de Suez qui choisit ainsi une orientation plus industrielle que financière, sous la direction générale de Gérard Mestrallet. L’opération crée un groupe de taille mondiale dans l’énergie et les services collectifs. Jérôme Monod préside le conseil de surveillance de Suez Lyonnaise des Eaux tout en restant actif dans le développement du groupe à l’international.
Âgé de soixante-dix ans, il quitte la présidence en 2000 pour retourner auprès de Jacques Chirac à l'Élysée.

#### Cercles
Dans son livre Les Vagues du temps, Jérôme Monod, adhérent de l’association française des entreprises privées (AFEP), s’est dit déçu après son adhésion à l’AFEP en 1981. Il déplore que dans les années 1980 cette association de grandes entreprises ait placé l’intérêt corporatiste avant l’intérêt général.
Il apprécie en revanche d’avoir fait partie du comité d’orientation de l’ERT (European Round Table) fondée en 1983 par Pehr G. Gyllenhammar et Wisse Dekker (en), respectivement patron de Volvo et Philips. L’ERT réunissait une quarantaine de patrons de grandes entreprises privées à l’époque et se donnait pour mission d’étudier les points clés qui pouvaient favoriser la croissance économique et la prospérité en Europe. Jérôme Monod qui signe, en septembre 1991, le rapport de l'ERT « Reshaping Europe », devient président de l’ERT en 1994. En 1999, il publie avec le psychanalyste et écrivain Ali Magoudi, un « Manifeste pour une Europe souveraine » et défend l’idée d’une conception européenne jusqu’au-boutiste, d’une union souveraine des républiques et des monarchies dotée des clés de la souveraineté, avec ses frontières, son état civil, sa morale… bref une nation européenne. Il quitte la présidence de l’ERT en 2000.
En juin 1998, Jérôme Monod copréside le dialogue économique transatlantique (TABD) et agit au titre du monde des affaires européennes. Le TABD prône une unification des normes de part et d’autre de l’Atlantique. Monod se heurte très vite à la division des Européens face aux Américains qui recherchaient une alliance économique bilatérale plus forte avec les pays de la Rive Atlantique.
En 2002, à la demande de Jacques Chirac et de Kofi Annan, secrétaire général des Nations unies, il s’attelle au projet de Global compact. Ce « Pacte mondial » demande un engagement volontaire de la part des grandes entreprises mondiales sur 9 principes ayant trait aux droits de l’homme et aux devoirs des entreprises. Est venu s’y s’ajouter un dixième point sur l’impulsion de Jérôme Monod, « agir contre la corruption sous toutes ses formes ». Les bonnes pratiques des entreprises en la matière sont recensées sur un site dédié de l’ONU. Les sociétés qui ne respectent pas le pacte sont rayées du site ce qui fut entre autres le cas de Wendel. En juin 2008, 5 800 entreprises réparties dans 120 pays avaient adhéré au pacte.
Jérôme Monod joue également un rôle central dans la création de la Fondation pour l'innovation politique qu'il préside jusqu'au 14 octobre 2004 et dont il demeure président d'honneur par la suite. Le rôle du politique est selon lui primordial pour sortir de la crise.

## Distinctions
- Commandeur de la Légion d'honneur
- Chevalier de l'ordre des Palmes académiques
- Officier de l'ordre des Arts et des Lettres
- Commandeur de l'ordre de Tahiti Nui (30 juin 1998)

## Controverses

### Controverse sur l'appartenance à la franc-maçonnerie
Dans le livre Les Frères invisibles, les journalistes Renaud Lecadre et Ghislaine Ottenheimer révèlent que Jérôme Monod fut l'un des principaux associés maçonniques de Jacques Chirac. Lui, nie pour sa part cette appartenance à la franc-maçonnerie.

### Affaire Alain Carignon
En 1994, le maire RPR de Grenoble, Alain Carignon est accusé d'avoir reçu 21 millions de francs d’une filiale de la Lyonnaise des Eaux en échange de la concession d'eau de la ville.
Un « pacte de corruption » aurait été conclu lors d’un déjeuner, le 3 octobre 1987, avec le maire, auquel participaient Jérôme Monod lui-même et une dizaine de collaborateurs directs des deux hommes. Tous les convives du camp Lyonnaise des Eaux se retrouvent sur les bancs du tribunal en septembre 1995, sauf Jérôme Monod, cité comme simple « témoin », et contre lequel le juge Philippe Courroye n’a cité aucune charge.
Dans son livre autobiographique Les Vagues du temps, Jérôme Monod revient sur cette affaire. Il explique qu’il avait décidé, dès octobre 1994, de prendre les devants de la future loi Balladur de janvier 1995 qui devait interdire le financement des partis et des campagnes électorales par les personnes morales. Il dote alors sur le champ la Lyonnaise des Eaux d’une charte d’éthique et interdit tout financement politique dans le groupe, alors même que se préparent les élections municipales de juin 1995.

## Ouvrages
- Avec Philippe de Castelbajac, L'Aménagement du territoire, Paris, PUF, coll. « Que sais-je ? », 1973 ; 15e édition, 2010, 128 p.
- Transformation d'un pays. Pour une géographie de la liberté, Paris, Fayard, 1974, 186 p.
- Propositions pour la France, Paris, Stock, 1977
- Avec Ali Magoudi, Manifeste pour une Europe souveraine ou Comment les nations européennes retrouveront ensemble leur liberté, Paris, Odile Jacob, 1999 (BNF 37086321)
- Le Déchirement. Lettres d'Algérie et du Maroc 1953-1958, Paris, Fayard, 2008, 178 p. (ISBN 978-2-213-63754-9)
- Les Vagues du temps[18], Paris, Fayard, 2009, 450 p. (ISBN 978-2-213-63756-3)
- Le Bhoutan à contre-courant du monde[19], Paris, L'Archipel, 2011, 140 p.
- L'Avenir de l'aménagement des territoires, Paris, Institut Diderot, coll. « Les Carnets des dialogues du matin », 2014, 36 p.

#### Livres
- Renaud Lecadre et Ghislaine Ottenheimer, Les Frères invisibles, Paris, Albin Michel, 2001  (ISBN 2-226-12579-5)
- Dominique Barjot, La Trace des bâtisseurs. Histoire du groupe Vinci, Vinci, 626 p.  (ISBN 2-9520769-0-1)